# USS LST-1077
O USS LST-1077 foi um navio de guerra norte-americano da classe LST que operou durante a Segunda Guerra Mundial.